# Муса Траоре
Муса Траоре (фр. Moussa Traoré; 25 вересня 1936 — 15 вересня 2020) — державний, військовий та політичний діяч держави Малі, її другий президент.

## Життєпис
Народився 25 вересня 1936 р. в м.Каєс. За етнічною належністю — малінке. У 1960 р. закінчив військову школу у Франції. Потім був на військовій службі в Малі, був начальником піхотного училища. 19 листопада 1968 р. з групою офіцерів здійснив військовий переворот у країні, усунувши від влади президента Модібо  Кейта. Був керівником Малі з 1968 до 1991 р. У 1968—1979 рр. — голова Військового комітету національного визволення, а з червня 1979 р. — президент Малі. З березня 1979 р. — генеральний секретар Партії Демократична Спілка Малійського народу — єдиної і правлячої в державі. Симпатизував СРСР та іншим комуністичним країнам, але й не розривав зв'язків з Францією і іншими західними країнами. Повалений в результаті повстання проти нього у березні 1991 р.
Був заарештований і засуджений у 1993 р. до смертної кари за свої злочини. Однак у 2002 р. помилуваний і звільнений з-під варти.